# 머빈 킹

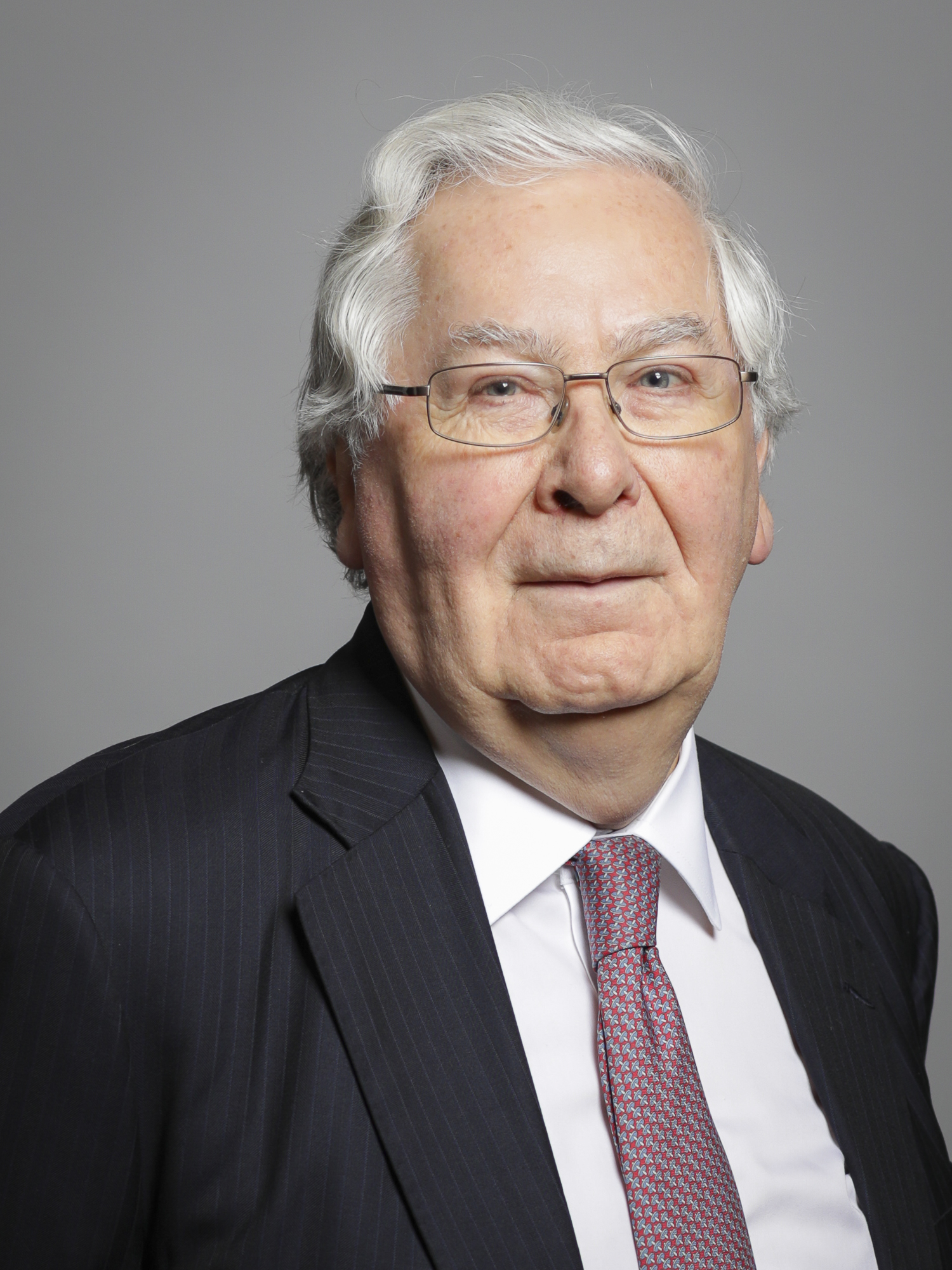
2019년 모습

머빈 킹(Mervyn King, 본명: Mervyn Allister King, Baron King of Lothbury KG, GBE, DL, FBA, 1948년 3월 30일 ~ )는 영국의 경제학자이자 공무원으로 2003년부터 2013년까지 영란은행 총재를 역임했다. 런던 정치경제대학교의 경제학과 교수이다. 필하모니아 관현악단의 회장이기도 하다.
킹은 버킹엄셔주의 체섬보이스(Chesham Bois)에서 태어나 울버햄튼 그래머 스쿨(Wolverhampton Grammar School)에 다녔으며 킹스 칼리지 (케임브리지 대학교), 세인트존스 칼리지(St John's College, Cambridge) 및 하버드 대학교에서 경제학을 공부했다. 그 후 그는 케임브리지 성장 프로젝트(Cambridge Growth Project)의 연구원으로 일했고, 버밍엄대학교, 하버드대학교, MIT에서 가르쳤고, 런던 정치경제대학교에서 경제학 교수가 되었다. 그는 1990년 영란은행에 비상임이사로 입사했고, 1991년 수석 이코노미스트가 됐다. 1998년에는 영란은행 부총재와 30인 위원회 회원이 됐다.
킹은 2003년 에드워드 조지의 뒤를 이어 영란은행 총재로 임명됐다. 특히 그는 2007~2008년 세계 금융 위기와 대침체 기간 동안 은행을 감독했다. 킹은 2013년 6월 주지사직에서 물러났고 마크 카니(Mark Carney)가 주지사 자리를 계승했다. 그는 종신 동료로 임명되어 2013년 7월에 상원의원으로 입성했다. 2014년 9월부터 그는 뉴욕대학교 스턴 경영대학원과 법과대학에서 공동 임용으로 경제학 및 법학 교수로 재직했다.